# AIP Labs
Az AIP Labs egy kanadai-magyar egészségügyi kutatási és fejlesztési vállalat, amely jelenleg átfogó MI (mesterséges intelligencia) alapú egészségügyi digitális klinikákon dolgozik. Céljuk, hogy a tradicionális egészségügyi folyamatok helyébe átfogó MI-alapú megoldásokat hozzanak létre, ezzel enyhítve népegészségügy különböző terheit (túlterheltség és orvoshiány, hosszadalmas adminisztráció stb.).
2022-ben az AIP Labs a Semmelweis Egyetemmel való együttműködés részeként AI-alapú bőrgyógyászati szűrőeszközt, az AIP Dermet fejlesztette ki és tette elérhetővé Magyarországon.
A vállalat folyamatosan fejleszti mesterséges intelligenciáit, amelyekről tudományos publikációkat is közöl.

### AIP Derm
2022 tavaszán indult el az AIP Labs pilot projektje, az AIP Derm, a Semmelweis Egyetemmel szoros együttműködésben, kutatásfejlesztési megállapodás keretében. Az AIP Derm lényegében egy mesterséges intelligenciával koordinált, egyablakos digitális kórház, amely Európában elsőként Magyarországon integráltak széles lakossági szinten az országos egészségügyi ellátásba. Az EESZT-tel (Elektronikus Egészségügyi Szolgáltatási Tér) való összekapcsolásnak köszönhetően az orvosok hozzáférnek a beteg korábbi kórlapjaihoz, illetve gyógyszert is tudnak felírni, amit a páciens a felhőből tud letölteni.
A tesztidőszak alatt a vártnál is nagyobb volt az érdeklődés digitális bőrgyógyászati klinika iránt, melynek segítségével bárki, egy, a tünetről készült kép beküldésével tudott otthonról, az országból bárhonnan is dermatológiai vizsgálatot indítani. Jelenleg a végső diagnózist minden esetben szakorvos hagyja jóvá, de az MI elődiagnosztizálja azt. A mesterséges intelligenciát ~2,5 millió képen tanították be és jelenleg több mint 700 bőrbetegséget képes diagnosztizálni, amely lefedi az ismert dermatológiai problémák több mint 90%-át. A rendszer képes volt megsokszorozni a fennálló orvosi kapacitásokat, közel 50 000 órányi időt spórolt meg mind a betegeknek, mind pedig az orvosoknak, valamint kiszűrt közel ezer tumorgyanús esetet. A cég adatai szerint egy átlagos orvos óránként átlag 40 esetet tudott ellátni az MI segítségével.
2023 szeptembere óta az AIP Derm-et Szlovákiában már 1,6 millió ember használja ingyenesen a Dovera egészségbiztosító jóvoltából.

### Hogyan működik?
A diagnózis a páciens-AI-orvos-páciens kommunikációs útvonalon át zajlik a beteg fizikai jelenléte nélkül. Nincs szükség alkalmazás letöltésére, a vizsgálat egy böngészőből elérhető alkalmazáson át történik. Szükséges esetben az orvos közvetlenül kapcsolatba lép a beteggel az esetleges anamnézis felállítása érdekében, valamint kritikus esetekben riasztja az esetben eljáró egészségügyi dolgozókat és szerveket.

### Társadalmi felelősségvállalás
A vállalat aktív szerepet vállal a társadalom sérülékeny csoportjainak egészségügyi ellátásban. A cég együttműködik többek között az Igazgyöngy Alapítvánnyal és a Magyar Máltai Szeretetszolgálattal is.

### Elismerések, tagságok
Az AIP Labs 2023-ban az ENSZ által alapított, társadalmilag hasznos technológiai innovációkat díjazó World Summit Award díj Egészség és Jóllét kategóriájában a legjobbak közé jutott.
Az AIP Labs 2024 óta a Magyarországi Mesterséges Intelligencia Koalíció tagja.